# Schwarz-Weiß Bregenz
Le Schwarz-Weiß Bregenz est un club de football autrichien basé à Bregenz.

## Historique
Le club est fondé en 1919.
Il évolue treize saisons en première division autrichienne ; sa meilleure performance est une 5e place acquise à la fin de la saison 2003-2004.
Au niveau européen, le club participe à deux éditions de la Coupe Intertoto ; en 2002, après avoir sorti les Chypriotes de l'Énosis Néon Paralímni au premier tour, le SC Bregenz est éliminé au deuxième tour par le club italien du Torino FC. Lors de la Coupe Intertoto 2004, il est éliminé dès le premier tour par le club azerbaïdjanais du FK Inter Bakou.

## Entraîneurs
- 1er juillet 20057-28 octobre 2007 :  Jan Ove Pedersen
- 28 octobre 2007-14 novembre 2007 :  Volker Lindinger
- 14 novembre 2007-30 juin 2009 :  Thomas Ardemani
- 1er juillet 2009-30 octobre 2010 :  Martin Schneider
- 30 octobre 2010-14 octobre 2013 :  Mladen Posavec
- 16 octobre 2013-3 novembre 2013 :  Christian Tschofen
- 4 novembre 2013-5 avril 2016 :  Johann Kogler
- 5 avril 2016-26 avril 2017 :  Daniel Madlener
- 27 avril 2017-30 juin 2017:  Harald Kloser
- 1er juillet 2017-30 juin 2018 :  Michael Baur
- 1er juillet 2018-16 novembre 2019 :  Ludwig Reiner
- 22 novembre 2019-6 mars 2020 :  Srđan Gemaljević
- 1er juillet 2020-15 août 2021 :  Michael Pelko
- 16 août 2021-23 décembre 2022 :  Roman Ellensohn
- 24 décembre 2022-31 décembre 2023 :  Andreas Heraf
- 3 janvier 2024-3 avril 2024 :  Markus Mader
- 3 avril 2024-20 avril 2024 :  Martin Schneider
- Depuis le 20 avril 2024 :  Regi Van Acker